# Kočanska dolina
Kočanska dolina (makedonski: Кочанска котлина, Kočanska kotlina) nalazi se uz rijeku Bregalnica u istočnom dijelu Sjeverne Makedonije, na geografskoj širini 41° 55' i geografske dužine 22° 25'. Obuhvaća površinu od 1020 km² i proteže se s obje strane Bregalnice, sa zapada-jugozapada prema istoku-sjeveroistoku, s dužinom od 26 km. Dno doline, tj. njegov ravni dio pokriva područje od 115 km². Najniža točka je u zapadnom dijelu, gdje se rijeka Zletovska ulijeva u Bregalnicu, koja se nalazi na nadmorskoj visini od 290 metara. Kako se ide prema istoku, ravnica se postupno uzdiže do 330 metara. Razlika od najnižeg do najvišeg dijela ravnice je 40 metara.
Za određene dijelove doline postoje konkretna imena. Tako, srednji dio je poznat kao Kočansko Polje (ili Kočansko), jugoistočni dio kao Viničko, a na zapadu kao Zletovsko. Područjа oko većih naselja poznatа su kao: Orizarsko, Istibanjsko, Zrnovsko, Obleševsko, itd.
Dolina je plodno tlo i zajedno s dostupnom hidrografskom mrežom omogućava prirodno kretanje vode koja je idealna za žitarice, osobito riže.
Najveći gradovi u ovoj regiji su Kočani i Vinica.

## Povijest
Prema prethodnim ispitivanjima, došlo se do znanstvene spoznaje da je dolina nastala tektonskim utjecajima. Od presudne važnosti za današnji oblik i reljefnim strukturama su tektonski pokreti koji su se dogodili prije sredine oligocena. U tom razdoblju došlo je do spuštanja zemljišta između dvije rasjedne linije, jedna sa sjevera (Osogovo), a druga s juga (Plačkovica). Krajem miocena i ranog pliocena, dolina je bila preplavljena slatkovodnim jezerom, koje je zajedno s drugim susjednim jezerima činilo poznatog, u geomorfološkoj literaturi, Srednjevardarskog Jezera. Dubina ovog pliocenskog jezera je bila više od 500 metara.
Istekom jezera prema dolini Vardara došlo je do sušenja i Kočanskog jezera. Tada je počela fluvijalna faza razvoja reljefa i formiranje fluvijalnih oblika reljefa. Zasjecanje korita rijeke Bregalnica dovelo je do formiranja riječnih terasa koje su najuočljivije na ulazu i izlazu Bregalnice u Kočanskoj dolini.
Struktura doline sa svojim upečatljivim seizmičkim pukotinama, čini je prilično aktivnom, s potencijalom od 8 – 9 ° prema Merkalijevoj seizmičkoj ljestvici.

## Klima
Godišnja temperatura zraka u prosjeku je 13 °C, koja ovu dolinu rangira među toplim u zemlji. Ona je slična temperaturi zraka u dolini Velesa ili Strumice. Kočanska dolina je bogata termalnim izvorima, posebno u selima Istibanja, Dolni Podlog, Banja i Krupište. U selu Dolni Podlog, u blizini Kočana, postoje dve bušotine od 35 i 460 metara, koji daju 300 litara vode/sec. čija temperatura se kreće između 70 – 80 °C. Ljekovita svojstva termalne vode iz Kočanske doline, prema d-r Risto Čanevim, su identični s vodom u banji Negorci, u blizini Gevgelije.